# Группы химических элементов
Группа химических элементов — термин, используемый ИЮПАК для описания номенклатурной классификации химических элементов.

## Классификация по ИЮПАК
- Щелочные металлы — металлы первой группы: Li, Na, K, Rb, Cs, Fr.
- Щелочноземельные металлы — металлы второй группы: Be, Mg, Ca, Sr, Ba, Ra.
- Пниктогены (пниктиды[2]) — элементы пятой группы: N, P, As, Sb, Bi, Mc.
- Халькогены — элементы шестой группы: O, S, Se, Te, Po, Lv.
- Галогены (галоиды[2]) — элементы седьмой группы: F, Cl, Br, I, At, Ts.
- Инертные газы (благородные газы) — элементы восьмой группы: He, Ne, Ar, Kr, Xe, Rn, Og.
- Лантаноиды (лантаниды[2]) — элементы 57—71: La, Ce, Pr, Nd, Pm, Sm, Eu, Gd, Tb, Dy, Ho, Er, Tm, Yb, Lu.
- Актиноиды (актиниды[2]) — элементы 89—103: Ac, Th, Pa, U, Np, Pu, Am, Cm, Bk, Cf, Es, Fm, Md, No, Lr.
- Редкоземельные элементы — Sc, Y и лантаноиды.
- Переходные металлы — элементы побочных подгрупп.

## Другие группы химических элементов
Многие другие названия для групп элементов не утверждены ИЮПАК, но употребляются в различных областях науки. Например:
- Платиновая группа — Ru, Rh, Pd, Os, Ir, Pt.
- Благородные металлы — термин, который в основном используется для описания элементов, не подвергающихся коррозии — Au, Ag и металлы платиновой группы.
- Тяжёлые металлы — термин, использующийся для описания элементов с высокими значениями атомного веса (и/или плотности).
- Природные металлы — металлы, находящиеся в природе; не являются искусственно полученными.
- Постпереходные металлы — металлы, у которых наблюдается полное заполнение d-подоболочки: Zn, Ga, Cd, In, Sn, Hg, Tl, Pb, Bi.
- Лёгкие металлы — термин, иногда использующийся для описания некоторых металлов p-блока: алюминий, галлий, индий, олово, таллий, свинец и висмут (иногда в эту группу включают также германий, сурьму и полоний).
- Трансурановые элементы, трансураны — элементы, следующие за ураном (атомный номер больше 92).
- Трансплутониевые элементы — элементы, следующие за плутонием (атомный номер больше 94).
- Трансфермиевые элементы — элементы, следующие за фермием (атомный номер больше 100).
- Трансактиноидные элементы, трансактиноиды — элементы (они же сверхтяжёлые), следующие за актиноидами (атомный номер больше 103).
- Суперактиноиды — гипотетически возможная группа элементов, с атомными номерами 121—153 (которые входят в g-блок).
- Тяжёлый атом — термин, используемый в компьютерной химии для описания всех элементов, кроме водорода и гелия.
- Металлы — термин, используемый в астрофизике для описания всех элементов, кроме водорода и гелия.

### Геохимические группы элементов

#### Классификация Гольдшмидта
- Атмофильные элементы — склонные к накоплению в атмосфере Земли, включают в себя кислород, водород, азот и инертные газы.
- Халькофильные элементы — элементы сульфидных руд. К ним относятся S, Cu, Zn, Ga, Ge, As, Se, Ag, Cd, In, Sn, Sb, Te, Au, Hg, Tl, Pb, Bi, Po.
- Литофильные элементы — обладающие сродством к силикатным минералам и расплавам. К ним относятся Al, At, B, Ba, Be, Br, Ca, Cl, Cr, Cs, F, I, Hf, K, Li, Mg, Na, Nb, O, P, Rb, Sc, Si, Sr, Ta, Th, Ti, U, V, Y, Zr, W, лантаноиды.
- Сидерофильные элементы обладают сродством к железу. К ним относятся Au, Co, Fe, Ir, Mn, Mo, Ni, Os, Pd, Pt, Re, Rh, Ru.

#### Другие классификации
- Петрогенные элементы — основные элементы, составляющие породы и минералы: O, Si, Ti, Al, Mg, Fe, Ca, K, Mn, P, Na, K
- Редкие/редкоземельные и рассеянные элементы — все остальные элементы

### Биохимические группы элементов
- Биологически значимые элементы
  - Макроэлементы — суточное поступление в организм человека более 200 мг
    - Биогенные (органогенные) элементы — кислород, углерод, водород и азот
    - Другие макроэлементы — калий, кальций, магний, натрий, сера, фосфор, хлор

  - Микроэлементы — бор, фтор, кремний, ванадий, хром, марганец, железо, кобальт, никель, медь, цинк, мышьяк, селен, молибден, иод
- Биологически инертные элементы